# DDR-Oberliga (Basketball)
Die Basketball-Oberliga der DDR war die höchste Spielklasse im Basketball der Deutschen Demokratischen Republik (DDR). In verschiedenen Formaten wurde in ihr von 1955 bis 1990 die Deutsche Meisterschaft im Vereinsbasketball ausgespielt. Veranstalter war der Deutsche Basketball-Verband (DBV).

## Geschichte

### Gründung und Ligabetrieb
Das Gebiet der heutigen Neuen Länder war bereits in den 1930ern Zentrum des deutschen Basketballs. Ausgehend von Gera, wo seit mindestens 1934 gespielt wurde, und im Zuge einer allgemeinen Basketballeuphorie nach den Olympischen Sommerspielen 1936 verbreitete sich der Sport unter anderem nach Leipzig, Halle und Dresden. Nach dem Zweiten Weltkrieg kam der Spielbetrieb in der Sowjetischen Besatzungszone erstmal zum Erliegen, bis 1948 Basketball eine Abteilung im Deutschen Sportausschuß wurde. Mit Beginn der 1950er wurde die Sportart weiter gefördert, 1951 fand das erste DDR-weite Turnier statt. Sieger war die HSG Wissenschaft Halle. 1953 schließlich wurde die Gründung einer Liga beschlossen: insgesamt siebzehn Mannschaften spielten zunächst in zwei regional getrennten (Nord/Süd) Gruppen, die besten sechs zogen in die Finalrunde ein. Erster Meister wurde die HSG HU Berlin, die auch die nächsten acht Meisterschaften für sich gewinnen konnte. 1954/55 gründete man mit der DDR-Liga eine zweite Liga. Nach dem Leistungssportbeschluss 1969 sank das spielerische Niveau der Liga (und der Nationalmannschaft) deutlich und man verlor den Anschluss an Europa und Westdeutschland. Erfolgreichste Mannschaft bis zur Wende war die BSG AdW Berlin, die in 16 Jahren 12 Meisterschaften und 10 DBV-Pokalsiegen einfahren konnte.

### Nach 1990
Im Anschluss an die letzte reguläre Oberligasaison wurde 1990/91 eine Übergangsrunde gespielt. Die Platzierung der Mannschaften in dieser Runde diente der Zuordnung der Vereine in die jeweiligen Ligen nach der Einbindung des Deutschen Basketball-Verband in den Deutschen Basketball Bund. Zunächst war geplant, dass die beiden bestplatzierten Teams in der Basketball-Bundesliga starten sollten (ähnlich wie die Vereine der Fußball- und Handball-Oberliga). Diese Idee wurde jedoch verworfen, nachdem der Zwischenrundenzweite HSG TU Magdeburg deutlich gegen den Bundesligavorletzten der Saison 1989/90, TV Langen, verlor. Magdeburg und die BSG AdW Berlin (als Spielgemeinschaft mit der Berliner Turnerschaft) wurden dementsprechend 1991/92 in die 2. Basketball-Bundesliga eingeordnet, die restlichen DDR-Oberligisten in die jeweiligen Regionalligen. Magdeburg stieg bereits in der Premierensaison ab, Berlin in der Folgesaison.
In den folgenden Jahren konnte sich kein Verein aus der ehemaligen Oberliga in die höheren Spielklassen spielen. Erst 1997 gelang dem SSV Einheit Weißenfels, Dritter der Zwischenrunde 1991, der Einzug in die 2. Basketball-Bundesliga und 1999 sogar als erstem ostdeutschen Verein der Aufstieg in die Bundesliga, 2004 sogar der Gewinn der FIBA EuroCup Challenge. Weitere erfolgreiche ehemalige DDR-Oberligisten sind die Uni-Riesen Leipzig (ehemals HSG K-M-U Leipzig; zwischen 2010 und 2017 Mitglied der ProB und ProA), Science City Jena (entstanden aus Teilen des USV Jena, ehemals HSG Jena, und Carl Zeiss Jena; 2007/08 und seit 2016 Bundesligist) und die Dresden Titans (entstanden aus Teilen des USV TU Dresden; seit 2012 ProA und ProB).

## Ergebnisse

### Meisterliste
| Rang | Mannschaft                        | Titel | Jahr                    |
| ---- | --------------------------------- | ----- | ----------------------- |
| 1    | BSG AdW Berlin                    | 12    | 1974, 1978–1987, 1990   |
| 2    | HSG Wiss. HU Berlin/HSG HU Berlin | 9     | 1953 – 1961             |
| 3    | HSG K-M-U Leipzig                 | 5     | 1971, 1973, 1975 – 1977 |
|      | ASK Vorwärts Leipzig              | 5     | 1965 – 1969             |
| 5    | SC Chemie Halle                   | 2     | 1963, 1964              |
|      | SK KPV 69 Halle                   | 2     | 1970, 1972              |
|      | HSG TU Magdeburg                  | 2     | 1988, 1989              |
| 1    | ASK Vorwärts Halle                | 1     | 1962                    |

### Pokalsieger
Zwischen 1955 und 1987 wurde der DBV-Pokal ausgespielt. Danach wurde der Pokal in Pokal des DTSB umbenannt.
| Rang | Mannschaft                         | Titel | Jahr                        |
| ---- | ---------------------------------- | ----- | --------------------------- |
| 1    | BSG AdW Berlin                     | 10    | 1976, 1981, 1982, 1984–1990 |
| 2    | HSG Wiss. HU Berlin/HSG HU Berlin  | 4     | 1956, 1957, 1960, 1961      |
|      | ASK Vorwärts Leipzig               | 4     | 1964, 1966, 1967, 1969      |
| 4    | SC Dynamo Berlin                   | 3     | 1955, 1972, 1974            |
| 5    | SC Wissenschaft DHfK Leipzig       | 2     | 1958, 1965                  |
|      | HSG Wissenschaft Halle             | 2     | 1970, 1973                  |
|      | SK KPV 69 Halle                    | 2     | 1975, 1983                  |
| 8    | ASK Vorwärts Halle                 | 1     | 1962                        |
|      | SC Chemie Halle                    | 1     | 1963                        |
|      | BSG Empor Brandenburger Tor Berlin | 1     | 1971                        |
|      | HSG Wissenschaft Berlin-Karlshorst | 1     | 1977                        |
|      | HSG TU Magdeburg                   | 1     | 1978                        |
|      | HSG Wissenschaft TU Dresden        | 1     | 1979                        |
|      | HSG K-M-U Leipzig                  | 1     | 1980                        |

### Teilnahmen an europäischen Wettbewerben
Der Meister der Oberliga war berechtigt, am FIBA Europapokal der Landesmeister der Landesmeister teilzunehmen. Bereits bei der Gründung des Wettbewerbs 1958, zwei Jahre vor einem Vertreter des DBB, war die HSG Wiss. HU Berlin berechtigt, an der Qualifikation teilzunehmen. Die erfolgreichste Mannschaft war der ASK Vorwärts Leipzig, der es 1967 unter die acht besten Teams Europas schaffte und nur knapp den Einzug ins Halbfinale verpasste. An der erstmaligen Austragung des FIBA Europapokals der Pokalsieger 1966 nahm kein DBV-Vertreter teil, im zweiten Jahr des Wettbewerbs erreichte die ASK Leipzig das Halbfinale. Nach dem Leistungssportbeschluss 1969 nahm kein Verein mehr an einem europäischen Wettbewerb teil, bis die HSG TU Magdeburg 1990 am (europäisch drittklassigen) Korać-Cup teilnahm.
| Wettbewerb                         | Jahr    | Mannschaft           | Erfolg                       |
| ---------------------------------- | ------- | -------------------- | ---------------------------- |
| FIBA Europapokal der Landesmeister | 1958    | HSG Wiss. HU Berlin  | Ausscheiden in Qualifikation |
| FIBA Europapokal der Landesmeister | 1958/59 | HSG Wiss. HU Berlin  | Ausscheiden in Qualifikation |
| FIBA Europapokal der Landesmeister | 1959/60 | HSG Wiss. HU Berlin  | Ausscheiden in Qualifikation |
| FIBA Europapokal der Landesmeister | 1960/61 | HSG Wiss. HU Berlin  | Ausscheiden in Qualifikation |
| FIBA Europapokal der Landesmeister | 1961/62 | HSG Wiss. HU Berlin  | Ausscheiden in Qualifikation |
| FIBA Europapokal der Landesmeister | 1962/63 | ASK Vorwärts Halle   | Ausscheiden in Qualifikation |
| FIBA Europapokal der Landesmeister | 1963/64 | SC Chemie Halle      | 2. Runde                     |
| FIBA Europapokal der Landesmeister | 1964/65 | SC Chemie Halle      | 2. Runde                     |
| FIBA Europapokal der Landesmeister | 1965/66 | ASK Vorwärts Leipzig | 2. Runde                     |
| FIBA Europapokal der Landesmeister | 1966/67 | ASK Vorwärts Leipzig | Top 8                        |
| FIBA Europapokals der Pokalsieger  | 1967/68 | ASK Vorwärts Leipzig | Halbfinale                   |
| FIBA Europapokal der Landesmeister | 1968/69 | ASK Vorwärts Leipzig | Achtelfinale                 |
| Korać-Cup                          | 1990/91 | HSG TU Magdeburg     | Ausscheiden in Qualifikation |